# أليس ماسون
أليس ماسون (بالإنجليزية: Alice Mason)‏ هي رسامة أمريكية، ولدت في 1904 في ليتشفيلد في الولايات المتحدة، وتوفيت في 1971 في نيويورك في الولايات المتحدة.